# Агамедли
Агамедли или Агмаммадли (груз. აღმამედლო, азерб. Ağammədli или Ağməmmədli) — село Марнеульского муниципалитета, края Квемо-Картли республики Грузия со 100%-ным азербайджанским населением. Находится на юге Грузии, на территории исторической области Борчалы.

## История
Село возникло в древности. В селе трижды проходила перепись населения — в 1870 году в селе проживало 53 семьи и 155 человек, в 1926 году в селе проживало 105 семей и 575 человек, и наконец, по данным Государственного статистического комитета Грузии, согласно официальной переписи 2002 года, численность населения села Агамедли составляло 2867 человек (1420 мужчин и 1447 женщин) и на 100 % состоит из азербайджанцев. Основу села составляют семьи Абдуллаевых, Газахлиевых, Граджовых, Кербеллаевых, Назарлиевых, Тукановых и Айвазовых.

## География
Граничит с селами Кущи, Улашло и Качагани Марнеульского Муниципалитета.

## Экономика
Население занимается скотоводством, овцеводством, овощеводством и плодоводством.

## Достопримечательности
- Мечеть имени Имама Рзы (2009)[3][4] (Фотография Мечети имени Имама Рзы)
- Игровая площадка[5]
- Больница (на данный момент не функционирует и разрушается на глазах)[6]
- Средняя школа (1934)[7]. В августе 2010 года по решению Министерства Образования Республики Грузия, в результате реорганизации школ, школа села Агамедли была объединена со школой села Кушчи[8].

## Известные уроженцы
- Шахбеддин Алиев — учитель средней школы села Агамедли, стипендиат президента Грузии[источник не указан 941 день][значимость?]
- Эйваз Борчалы (1938) — поэт-переводчик, выпускник Литературного института им. М. Горького, работал главным редактором сатирического киножурнала «Мозалан», и сатирического журнала «Кирпи», директором киностудии «Азербайджан-фильм», лауреат премии «Золотое перо», заслуженный деятель искусств Аз. ССР[источник не указан 941 день]

## Интересные факты
17 августа 2013 года, кандидат на пост президента Грузии от партии «Единая Грузия» Нино Бурджанадзе провела предвыборные встречи в азербайджанских сёлах Касумло, Агамедли, Качагани и городе Марнеули Марнеульского района.